# Karlova Ves
Karlova Ves (niem. Karlsdorf, węg. Károlyfalu) – dawniej samodzielna wieś, obecnie dzielnica Bratysławy, położona na zachód od centrum, w powiecie Bratysława IV. W północnej części granicą są Małe Karpaty, zaś na południu – Dunaj.

## Historia
Badania archeologiczne wykazały, że człowiek mieszkał w tym miejscu już w okresie kamienia. We wczesnym średniowieczu istniała tutaj niewielka rybacka osada, której ślady (m.in. groby) także odkryli archeolodzy.
W XIII wieku wieś nosiła prawdopodobnie nazwę Suchá Vydrica i została zniszczona podczas najazdów tatarskich. Na początku XIV wieku wieś ponownie została zaludniona i pojawiły się w niej winnice oraz młyn. Osada powoli się rozrastała i zbliżała się do ówczesnych granic Bratysławy. Wójtem był wówczas niejaki Jakub, a prawo do dziedzicznego piastowania tej funkcji przez jego rodzinę potwierdził król Karol Robert między 1318 a 1323 (również we wsi Lamač). W połowie XIV wieku mieszkańcy wsi otrzymali różne prawa i przywileje, które mieli obywatele Bratysławy.
W XVI wieku teren ten był ciągle zagrożony tureckimi najazdami – w 1532 zapuścił się tutaj niewielki oddział, ale został pokonany. W II połowie wieku grasowali tutaj zbójnicy. W 1605 pojawili się hajducy Stefana Bocskaya, w 1619 wojska Gabora Bethlena, które zdobyły Bratysławę, aby w 1621 ją stracić na rzecz wojsk habsburskich. Każdy z przemarszów żołnierzy powodował zniszczenia winnic, spalenie domów i mordy na mieszkańcach.

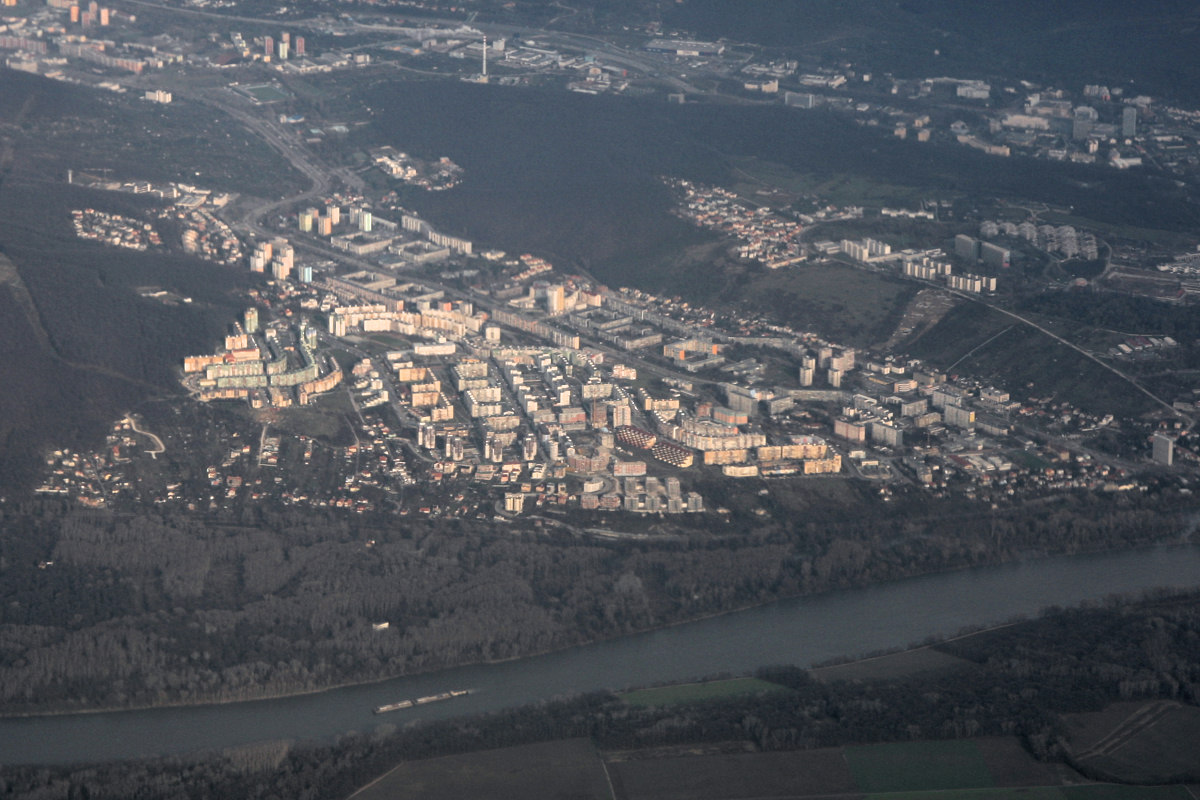
Widok z lotu ptaka

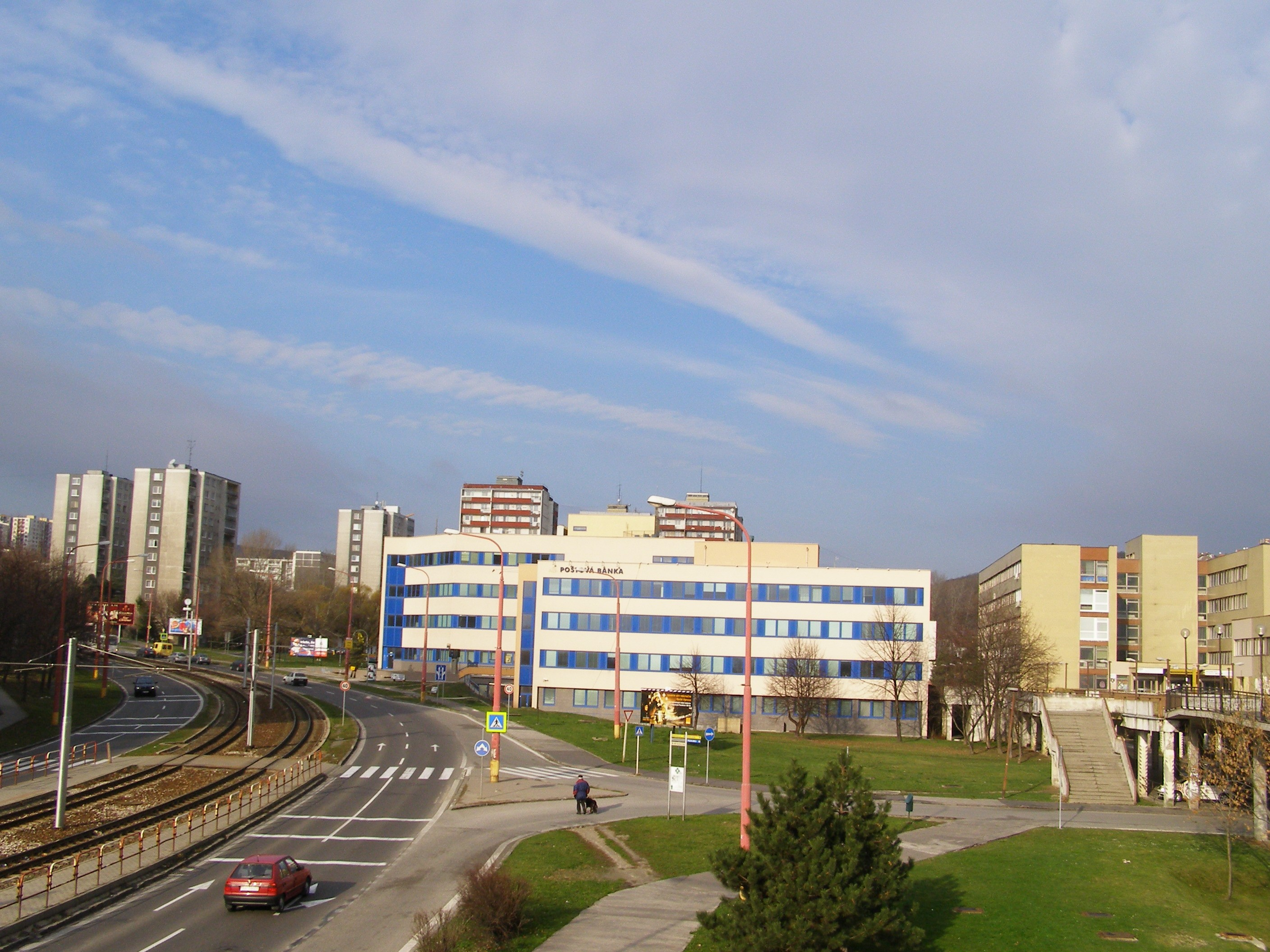

W 1635 Karlova Ves została włączona do dóbr devíńskich, będącego w rękach rodu Pálffy. W 1677 mieszkańców zdziesiątkowała epidemia, która wybuchła w bratysławskim podgrodziu, ale oba tereny były tak blisko siebie, że zaraza szybko się rozprzestrzeniła. W tym czasie rozwój wsi hamowało tzw. „prawo milowe”, które nie pozwalało w obrębie godziny drogi od granicy miasta królewskiego (jakim była Bratysława) zakładać cechów rzemieślniczych. W takiej sytuacji najbardziej aktywny byli w miejscowości młynarze – przy miejscowym potoku Vydrica w Dolinie Młyńskiej (Mlynská dolina, Mühltal) oraz na Dunaju. Według zapisków 5 młynów znajdowało się na potoku, a na rzece działało 6 pływających młynów (największy należał do bratysławskiej, mieszczańskiej rodziny Segnerów). Z racji bliskości wody dobrze powodziło się także rybakom.
W 1720 w Devínie i Karlovej Vsi było około 100 hektarów winnic, które w większości należały do właścicieli zamku devíńskiego i mieszczan z Bratysławy. Miejscowe wino cieszyło się wówczas dużym uznaniem.
Pod koniec XVIII wieku Karlova Ves została przyłączona do miasteczka Devín. W 1828 miała 120 mieszkańców. Podobnie jak inne okoliczne miejscowości została złupiona przez francuskie wojska w czasie wojen napoleońskich, a w latach 30. miały miejsce dwie epidemie cholery. Jednocześnie powodzie niszczyły młyny, a mrozy winnice oraz zwierzęta gospodarskie. W 1866 osada ponownie została wymieniona jako samodzielna wieś (choć odłączenie nie było takie pewne, dlatego i po tej dacie pisano przez pewien czas, jako o części Devína) i dopiero wtedy pojawiła się obecna nazwa – Karlova Ves (Károlyfalu, Karldorf, Karlowe/s/). Do tej pory używano nazwy Suchá Vydrica (później Vydrica, od nazwy potoku). Większość ludności trudniła się winiarstwem, była także niewielka społeczność robotników (powiększająca się po zniesieniu pańszczyzny), dwaj młynarze z pomocnikami i szewc. Pod koniec XIX wieku liczba mieszkańców osiągnęła liczbę 207. Na czele wsi stał wójt.
W 1886 na wyspie Sihoť nad Dunajem wybudowano studnię i elementy systemu wodociągowego, zaopatrującego Bratysławę w wodę pitną. W 1897 otwarto w Karlovej Vsi synagogę. W 1912 założono cmentarz, początkowo dla ubogich. W okresie I wojny światowej chowano tam żołnierzy, a z czasem cmentarz ten stał się najważniejszą bratysławską nekropolią (Cintorín Slávičie údolie), na której spoczywają artyści, politycy i inne ważne osoby.

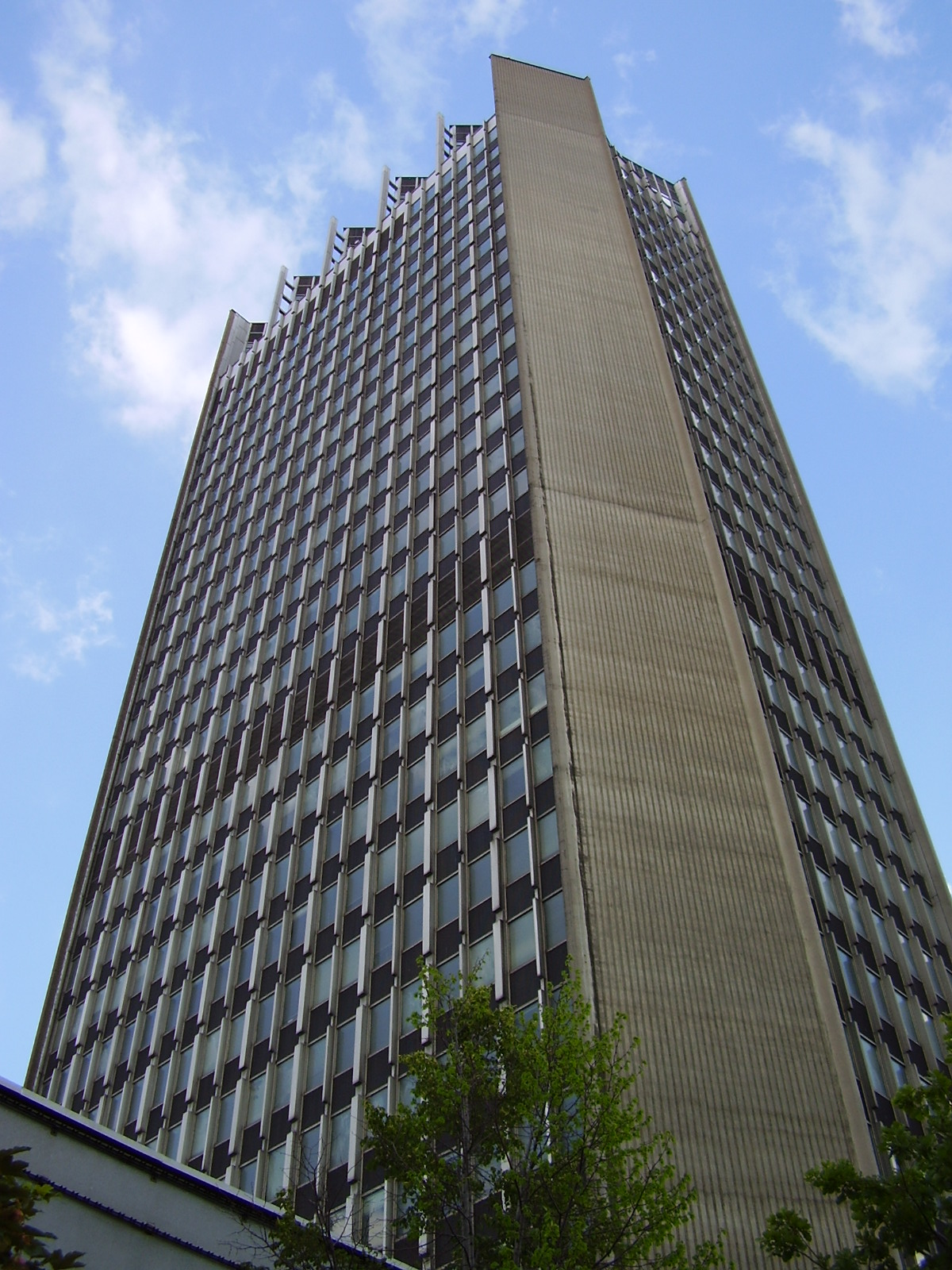
Siedziby słowackiej telewizji

Na początku XX wieku Karlova Ves zaczęła gwałtownie się rozwijać – wybudowano m.in. szkołę ludową, pojawiło się także połączenie autobusowe z Bratysławą, a w latach 20. elektryczny tramwaj zaczął docierać na obrzeża wsi. W 1939, w związku z aneksją Devína przez III Rzeszę, Karlova Ves stała się miejscowością graniczną (z 10% mniejszością niemiecką).
W 1942 założono we wsi Ogród Botaniczny Uniwersytetu Komeńskiego(Botanická záhrada Univerzity Komenského). W 1943 miejscowość włączono w granice administracyjne Bratysławy.
W okresie rządów komunistycznych najważniejszym wydarzeniem było otwarcie w 1960 ogrodu zoologicznego(Zoologická záhrada). Od lat 60. nastąpił gwałtowny przyrost ludności mieszkańców dzielnicy, co było związane z zakrojoną na szeroką skalę akcją budowy nowych mieszkań – głównie jednakowych, betonowych bloków. Część dawnej zabudowy wyburzono, zachowano jednak barokowy kościół św. Michała oraz fragmenty starszej architektury. W latach 70. wybudowano w Dolinie Młyńskiej akademiki uniwersyteckie (w następnych dekadach centrum uniwersyteckie rozbudowano) oraz budynki telewizyjne (dzisiaj siedziba Telewizji Słowackiej).
W 2002 ukończono nowy kościół św. Franciszka z Asyżu, a rok później klasztor minorytów.
Obecnie dzielnica zdominowana jest przez blokowiska i częściowo pełni rolę „sypialni”. Uznawana jest jednak za jedną z najbezpieczniejszych i najspokojniejszych dzielnic miasta, z dobrze zaplanowanym systemem komunikacyjnym i dostępem do szkół. W ostatnich latach powstały w niej supermarkety i domy towarowe.

## Zabytki

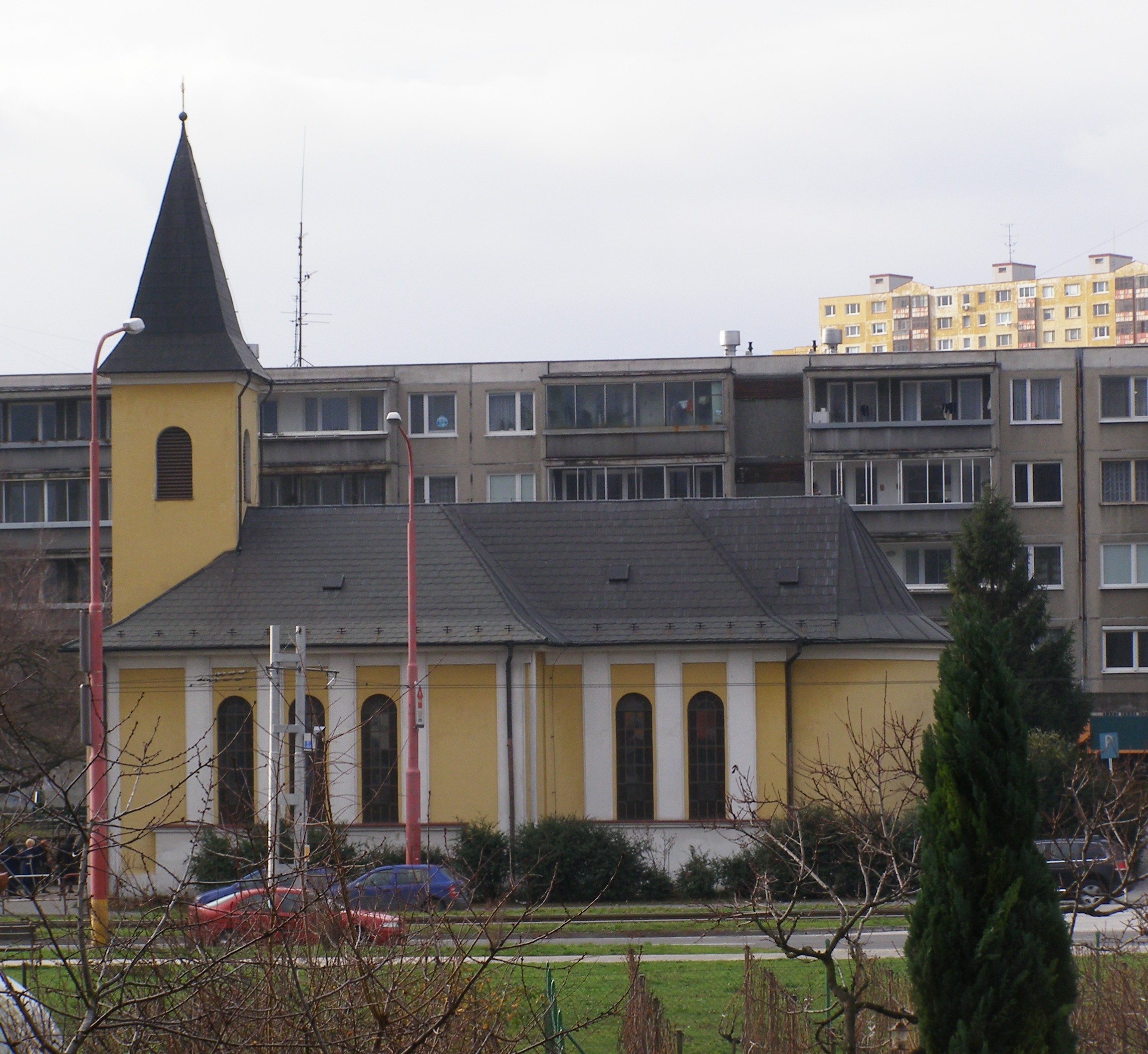
Kościół św. Michała

- kościół św. Michała Archanioła (dawniej barokowa kapliczka św. Jana Nepomucena), przebudowany w latach 30. XX wieku, otoczony współczesną zabudową.
- cmentarz Slávičie údolie, na którym pochowano wybitnych obywateli Bratysławy.

## Podział dzielnicy
Karlova Ves dzieli się na następujące osiedla i zespoły urbanistyczne:
- Dlhé diely (największe osiedle, w większości złożone z bloków „Wielkiej Płyty”)
- Kútiky
- Mlynská dolina
- Patrónka
- Rovnice
- Ostrov Sihoť (wyspa rzeczna na Dunaju)
- Krčace
- Sitina-zoologická záhrada
- Karloveská zátoka